# Infinito (matematica)
In matematica il concetto di infinito (simbolo {\displaystyle \infty }, talvolta detto lemniscata) ha molti significati, in correlazione con la nozione di limite, sia in analisi classica sia in analisi non standard. Nozioni di infinito sono usate in teoria degli insiemi e in geometria proiettiva.

## Storia

### Nascita del simbolo
Il simbolo matematico di infinito venne utilizzato per la prima volta in epoca moderna da John Wallis (1616 – 1703) nel 1655. Probabilmente egli lo scelse come trasformazione con legatura della lettera M, che nel sistema di numerazione romano indicava un numero "grandissimo" ed equivalente a 1000: M → m → {\displaystyle \infty }. In alternativa «Wallis potrebbe avere anche pensato che il doppio occhiello di quel simbolo potesse rimandare immediatamente all'infinito, perché tale doppio occhiello può essere percorso senza fine.» D'altronde a volte M era formata da C e I, seguiti da una C specchiata, simile alla M della scrittura onciale (CIƆ). Una terza ipotesi suggerisce che «il simbolo {\displaystyle \infty } formatosi per deformazione delle prime due lettere del latino aequalis "uguale" (e infatti adoperato in un primo tempo per indicare l'uguaglianza).»
Una quarta ipotesi è che il simbolo rappresenti un'analemma.

## Teoria degli insiemi
Nella teoria degli insiemi un insieme {\displaystyle A} si dice infinito se ogni suo sottoinsieme finito è un sottoinsieme proprio. Una definizione alternativa è la seguente: un insieme {\displaystyle A} è infinito se esiste un'applicazione biunivoca di {\displaystyle A} in un suo sottoinsieme proprio {\displaystyle A'}. In altre parole, {\displaystyle A} è infinito se e solo se è equipotente a un suo sottoinsieme proprio. Per dimostrare l'equivalenza delle due definizioni è indispensabile l'assioma della scelta.
È possibile fare una distinzione tra differenti gradi di infinità dal momento che possono essere individuati insiemi infiniti che hanno una cardinalità più grande degli altri. Georg Cantor sviluppò la teoria dei numeri cardinali transfiniti, in cui il primo numero transfinito è aleph-zero {\displaystyle \aleph _{0}}, che corrisponde alla cardinalità dell'insieme dei numeri naturali. Il successivo grado di infinito noto è {\displaystyle \aleph _{1}}. L'infinito corrispondente alla cardinalità dei numeri reali viene generalmente indicato con {\displaystyle c}. Il problema se {\displaystyle c=\aleph _{1}}, vale a dire dell'esistenza o meno di una cardinalità intermedia tra queste due, è la cosiddetta ipotesi del continuo. Nel 1940 Kurt Gödel dimostrò che tale ipotesi è coerente con gli assiomi di Zermelo - Fraenkel (con o senza l'assioma della scelta); nel 1963 Paul Cohen ha poi dimostrato che anche la negazione di tale ipotesi è coerente con quegli assiomi. Di conseguenza l'ipotesi del continuo, nell'ambito degli assiomi di Zermelo - Fraenkel, non è né dimostrabile né refutabile.
Cantor sviluppò anche la teoria dei numeri ordinali transfiniti, che generalizzano agli insiemi infiniti la nozione di ordinamento e di posizione di un elemento all'interno di un ordinamento.
Un esempio è il teorema di Goodstein, che può essere risolto solamente mediante le proprietà degli ordinali transfiniti, mentre non è dimostrabile con i soli assiomi di Peano.

## In riferimento alla nozione di limite

Il simbolo matematico di infinito

Nello studio dei limiti si usa il simbolo {\displaystyle \infty }, che talvolta è indicato pure col termine lemniscata.
Risulta utile servirsi di due entità collegate con l'infinito: l'insieme reale esteso è l'unione dei numeri reali con due punti, indicati con {\displaystyle -\infty } e {\displaystyle +\infty }. In simboli:
{\displaystyle {\overline {\mathbb {R} }}=\mathbb {R} \cup \{-\infty \}\cup \{+\infty \}.}
La relazione d'ordine dei reali si estende a questi nuovi punti ponendo: 
{\displaystyle -\infty <x~,~x<+\infty ~} per ogni {\displaystyle x} reale;
si hanno invece limitazioni a estendere le operazioni aritmetiche a tali entità ({\displaystyle +\infty -\infty ?}).
Da un punto di vista topologico si tratta di una compattificazione della retta reale mediante l'aggiunta di due punti.

## La nozione di infinito secondo l'analisi non standard
Una menzione a parte merita l'analisi non standard, introdotta da Abraham Robinson nel 1966: al contrario dell'analisi matematica comune, in essa gli infiniti (indicati con Ω) e infinitesimi (ε) hanno piena cittadinanza tra i numeri, e assieme ai reali formano i numeri iperreali. Ad esempio 1 e 1+ε sono numeri iperreali distinti. Al contrario dei numeri complessi, è possibile un ordinamento dei numeri iperreali grazie al concetto di ultrafiltro. L'analisi non standard è perfettamente coerente, e anzi semplifica le dimostrazioni di molti teoremi, sia nel calcolo infinitesimale sia nella teoria dei numeri.

## Punti e rette all'infinito in geometria proiettiva
In geometria proiettiva invece risulta naturale completare le rette con il loro, unico, punto all'infinito, oggetto chiamato punto improprio o direzione della retta; tale nozione, in particolare, permette di dire che anche due rette parallele hanno un punto in comune, il loro punto all'infinito. Inoltre nel piano proiettivo si colloca anche la retta impropria, insieme dei punti impropri (all'infinito) delle varie rette; per non dire dello spazio proiettivo, avvolto nel suo piano improprio.